# О’Коннор, Шивон-Мари
Шивон-Мари О’Коннор (англ. Siobhan-Marie O'Connor, род. 29 ноября 1995 года, Бат, Великобритания) — британская пловчиха, которая представляла Великобританию на чемпионатах мира по водным видам спорта, чемпионате мира по плаванию на короткой воде, и чемпионате Европы по плаванию на короткой воде, и Англию на Играх Содружества. О’Коннор также выступала на летних Олимпийских играх 2012 года в 100-метровке брассом, заняв в своём отборочном заплыве шестое место с результатом 1.08,32.
Завершила карьеру в июне 2021 года.

## Карьера
В 2012 году О’Коннор сопутствовал первый значительный успех на чемпионате Европы по плаванию на короткой воде в Шартре, где она завоевала бронзу в 100-метровке комплексным плаванием (59,72). В следующем году на аналогичном соревновании в Хернинге она стала обладательницей серебряной медали на 200-метровке комплексным плаванием (2.06,73) и бронзовой — на 100-метровке комплексным плаванием (58,26). В 2014 году на чемпионате мира по плаванию на короткой воде в Дохе О’Коннор выиграла серебряные медали на 100-метровке комплексным плаванием (57,83), 200-метровке комплекс (2.05,87) и в смешанной комбинированной эстафете 4×50 м (1.37,46), где она проплыла свою 50-метровку баттерфляем за 25,10 секунды.
В 50-метровом бассейне в 2014 году на Играх Содружества в Глазго выиграла золото на 200-метровке комплексным плаванием (2.08,21), серебро на 100-метровке баттерфляем (57,45), на 200-метровке вольным стилем (1.55,82), в эстафете 4×100 метров вольным стилем (3.35,72, свой отрезок за 54,06), комбинированной эстафете 4×100 метров (3.57,03, свой отрезок баттерфляем за 57,89) и бронзу в эстафете 4×200 метров вольным стилем (7.52,45, свой отрезок за 1.57,19). На чемпионате мира по водным видам спорта 2015 года в Казани О’Коннор победила во впервые проводившейся смешанной комбинированной эстафете 4×100 метров с мировым рекордом 3.41,71, проплыв свой отрезок, 100-метровку баттерфляем, за 57,02 секунды, и завоевала бронзу на 200-метровке комплексным плаванием (2.08,77).